# Elysius itaunensis
Elysius itaunensis är en fjärilsart som beskrevs av Rego Barros 1971. Elysius itaunensis ingår i släktet Elysius och familjen björnspinnare. Inga underarter finns listade i Catalogue of Life.